# فیوروچی
فیوروچی (انگلیسی: Fiorucci) شرکت پوشاک ایتالیایی است، که در سال ۱۹۶۷ توسط الیو فیوروچی تأسیس شد.